# 葛家鎮 (瀏陽市)
葛家鎮（かっかちん）は中華人民共和国湖南省長沙市瀏陽市の鎮。

## 行政区画
- 新建村
- 葛家園村（2015年、馬家湾村、烏石竜村を母体に新制「葛家園村」として発足）
- 玉潭村
- 新宏村（2015年、新源村、西宏村を母体に新制「新宏村」として発足）
- 金源村（2015年、金塘村、大源村を母体に新制「金源村」として発足）[4]

## 歴史
2016年6月、葛家鎮に昇格。

## 経済

### 名物・特産品
- 爆竹
- イノシシ
- 野菜

## 地理
葛家鎮は瀏陽市の西部に位置し、北は洞陽鎮と、北東は集里街道と、南東は棖沖鎮と、北西は長沙県江背鎮と、西は柏加鎮と、南は普跡鎮とそれぞれ接している。
- 河川：瀏陽河

## 教育
- 葛家中学

## 交通

### 道路
- 省道：S103
- 県道：X016
- 郷道：馬青線

## 観光
- 宋任窮故居

## 出身有名人
- 宋任窮